# خانه محمدرضا نوروزپور
خانه محمدرضا نوروزپور مربوط به اواخر دوره قاجار - دوره پهلوی اول است و در لار، خیابان شمال بازارقیصریه، محله جاشهر واقع شده و این اثر در تاریخ ۱۹ مرداد ۱۳۸۴ با شمارهٔ ثبت ۱۲۷۴۹ به‌عنوان یکی از آثار ملی ایران به ثبت رسیده است.